# Scopula umbratilinea
Scopula umbratilinea là một loài bướm đêm trong họ Geometridae.